# Poggiodomo
Poggiodomo è un comune italiano di 82 abitanti della provincia di Perugia in Umbria.
È noto per essere uno dei comuni meno popolosi d'Italia, ed uno dei più elevati della regione, con un'altitudine media che si aggira attorno ai 1 000 m s.l.m.

## Geografia fisica

### Territorio
Il comune di Poggiodomo, posizionato lungo il versante orientale del Monte Coscerno e arroccato su uno sperone di roccia nella tipica posizione dei castelli di poggio, è sito nella Valnerina. Il comprensorio si affaccia sulla valle del torrente Tissino, affluente del fiume Nera. L'andamento lineare dei versanti montuosi è sottolineato dal perfetto allineamento delle tre frazioni del comune: Usigni, Roccatamburo e Mucciafora. Gli alti e ripidi versanti che circondano i paesi sono interamente occupati da boschi compatti e fittissimi di orniello e di faggio, un prezioso rifugio per la fauna selvatica che comprende una grande varietà di uccelli.

### Clima
- Classificazione climatica: zona E, 2910 GR/G

## Storia
Il paese è immerso in luoghi in cui la natura domina incontrastata; proprio per questa sua posizione isolata, Poggiodomo è stato da sempre luogo di rifugio, per monaci, eremiti, ghibellini e partigiani della seconda guerra mondiale.
Costruito attorno ad un castello situato su di uno sperone di roccia, entrò ben presto a far parte del Ducato di Spoleto. La sua storia si intreccia con quella delle città dominanti nel territorio, negli anni esso appartenne alle città di Spoleto dal XIII secolo , Cascia dal 1361 , e Leonessa. Come tutti i castelli circostanti, anche il castello di Poggiodomo fu coinvolto dalle vicende che colpirono le città di Cascia e di Spoleto.
Divenuto Comune nel 1809 durante l'occupazione Napoleonica col distacco dei suoi territori da Cascia, Poggiodomo riuscì a mantenere il proprio assetto politico anche dopo la restaurazione pontificia nel 1816, e nel 1860, entrò a far parte dello Stato italiano.

## Monumenti e luoghi di interesse

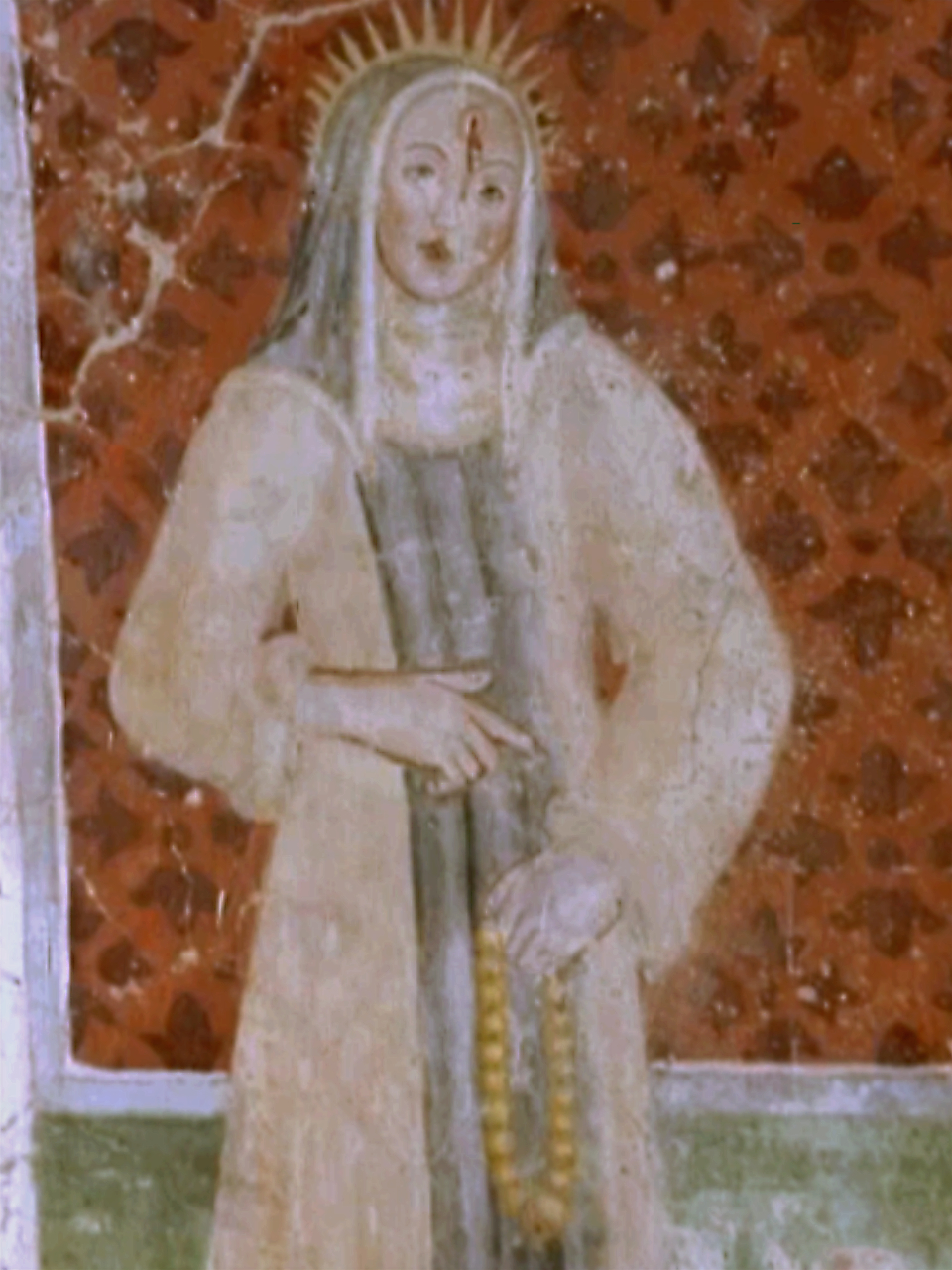
Affresco raffigurante Santa Rita da Cascia

Nel territorio di Poggiodomo si incontrano numerose chiese, in particolare le due chiese principali, la chiesa di San Carlo Borromeo e la chiesa di San Pietro.
La chiesa di San Carlo Borromeo con campanile, si trova in posizione centrale, nella piazza Martiri di Mucciafora. Edificata nel XVII-XIX secolo, è la chiesa principale di Poggiodomo.
La chiesa di San Pietro del XIV-XVI secolo, si trova nella parte alta del paese ed è chiusa al pubblico. La piccola chiesa di San Pietro contiene affreschi di epoca medioevale, tra cui una delle prime raffigurazioni pittoriche di santa Rita da Cascia.
Tra i luoghi votivi, la Quercia della Madonna, albero secolare che si trova nella strada cimiteriale. All'interno dell'albero è presente un piccolo altare e un'immagine votiva di Maria.

### Monumenti
Nella frazione di Roccatamburo sorge l'eremo della Madonna della Stella la cui fondazione risale all'VIII secolo.

## Società

### Evoluzione demografica
Abitanti censiti

## Amministrazione
| Periodo        | Periodo        | Primo cittadino        | Partito              | Carica      | Note  |
| -------------- | -------------- | ---------------------- | -------------------- | ----------- | ----- |
| 1º giugno 1985 | 7 giugno 1990  | Guido Balducci         | Democrazia Cristiana | Sindaco     | [ 8 ] |
| 26 giugno 1990 | 23 aprile 1995 | Vincenzo Santi         | Democrazia Cristiana | Sindaco     | [ 8 ] |
| 24 aprile 1995 | 13 giugno 1999 | Egildo Spada           | Centro               | Sindaco     | [ 8 ] |
| 14 giugno 1999 | 13 giugno 2004 | Egildo Spada           | Lista civica         | Sindaco     | [ 8 ] |
| 14 giugno 2004 | 7 giugno 2009  | Dino Agrestini         | Centro-sinistra      | Sindaco     | [ 8 ] |
| 8 giugno 2009  | 25 maggio 2014 | Egildo Spada           | Lista civica         | Sindaco     | [ 8 ] |
| 26 maggio 2014 | 26 maggio 2019 | Egildo Spada           | Uniti per Poggiodomo | Sindaco     | [ 8 ] |
| 27 maggio 2019 | 6 ottobre 2021 | Emilio Angelosanti     | Uniti per Poggiodomo | Sindaco     | [ 8 ] |
| 7 ottobre 2021 | 12 giugno 2022 | Maria Speranza Sciurpi |                      | Comm. pref. |       |
| 13 giugno 2022 | in carica      | Filippo Marini         | Poggiodomo di tutti  | Sindaco     | [ 8 ] |